# Gotești
Gotești è un comune della Moldavia situato nel distretto di Cantemir di 4.478 abitanti al censimento del 2004

## Località
Il comune è formato dall'insieme delle seguenti località: (popolazione 2004)
- Gotești (4.044 abitanti)
- Constantinești (434 abitanti)